# セントラル・パシフィック鉄道

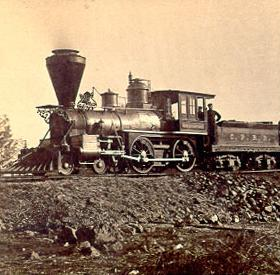
蒸気機関車「スタンフォード知事」

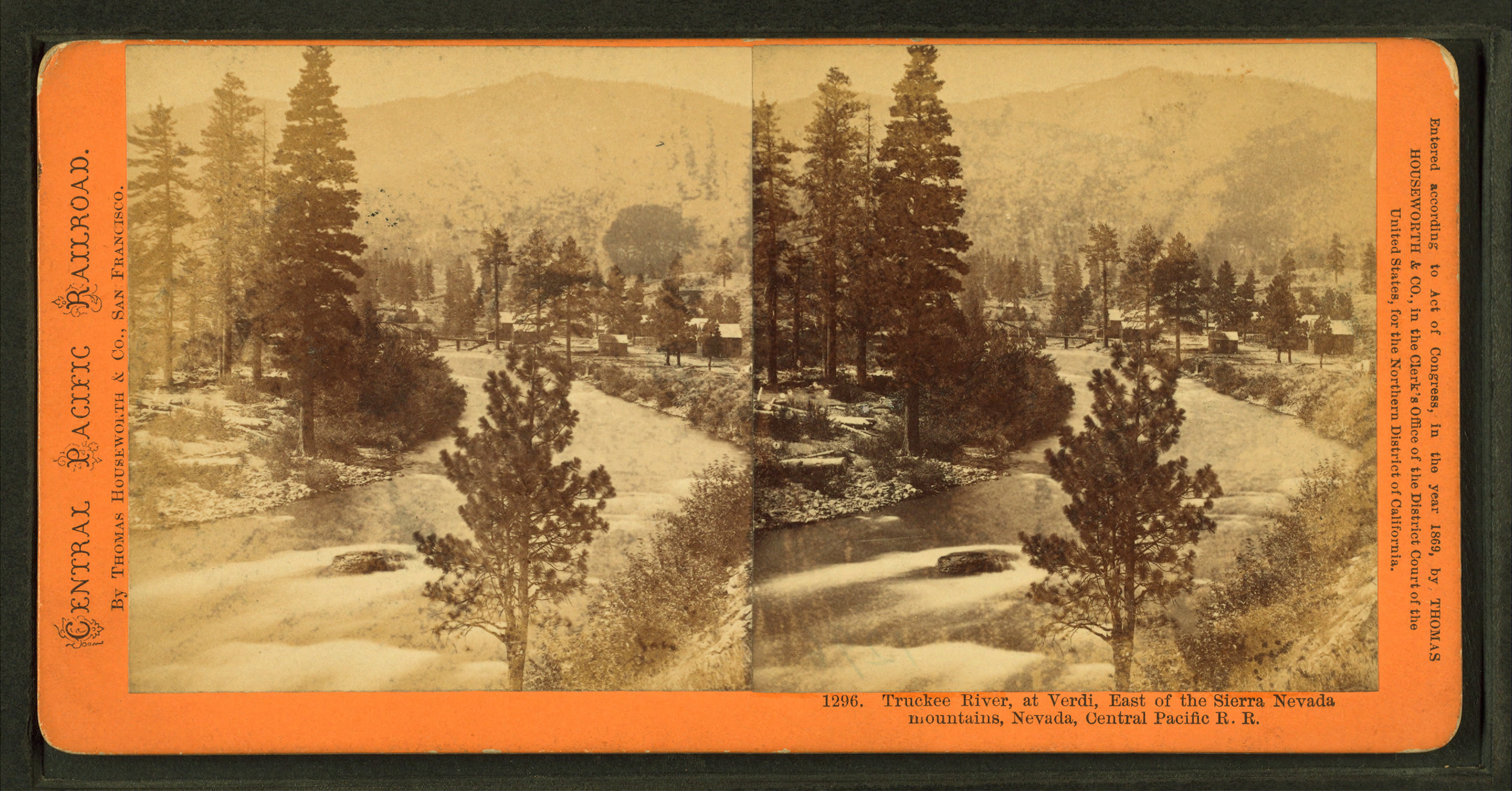
ネバダ州ヴェルディを流れるトラッキー川、セントラル・パシフィック鉄道がこの現場に1868年に到達した時点で、チャールズ・クロッカーは一切れの紙を帽子から取り出し、ジュゼッペ・ヴェルディの名前を見たため、この町はイタリアのオペラ作曲家の名前にちなんで名付けられた

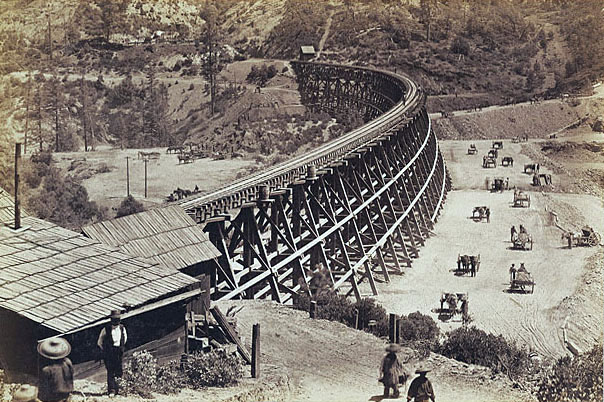
セントラル・パシフィック鉄道のトレッスル橋、1869年頃、カールトン・ワトキンス撮影

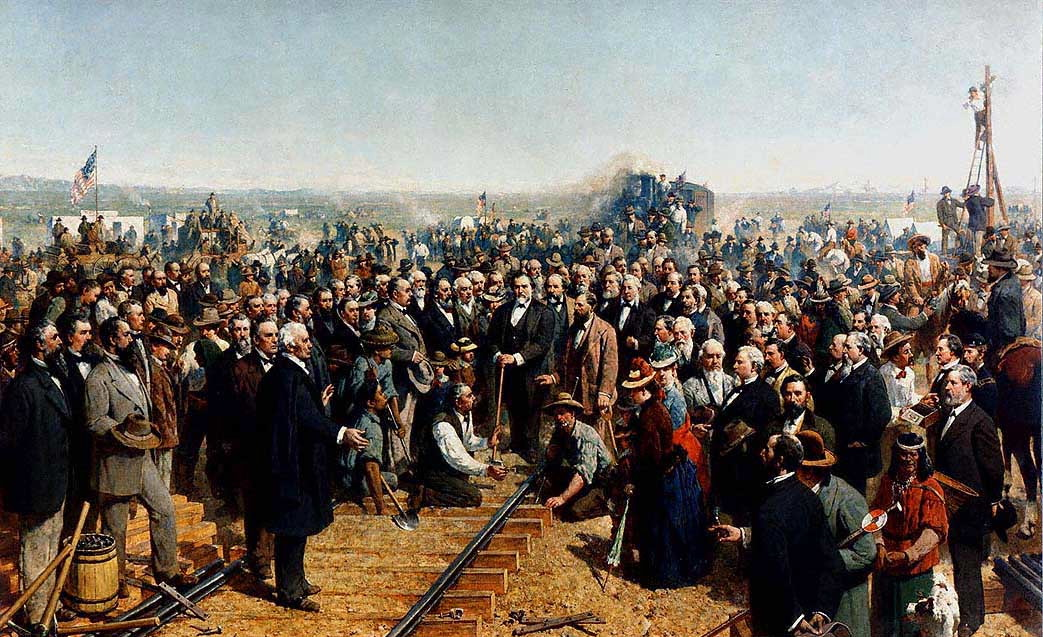
「ザ・ラスト・スパイク」（トーマス・ヒル、1881年）

セントラル・パシフィック鉄道（セントラル・パシフィックてつどう、英語: Central Pacific Railroad、略称CPRR）は、北アメリカで「最初の大陸横断鉄道」を西側から完成させるために、1860年代に西海岸から東へ向けてアメリカ合衆国のカリフォルニア州からユタ州までの鉄道を建設したかつての鉄道会社である。現在はユニオン・パシフィック鉄道の一部である。
19世紀には大陸横断鉄道の建設提案が数多くなされていたが、奴隷制度を巡る論争に政治的エネルギーが費やされていたため、うまくいかなかった。アメリカ合衆国南部がアメリカ連合国を形成して分離したことで、共和党の進歩派がアメリカ合衆国議会の支配権を握った。彼らは、政府が鉄道債で資金を供給するという形で鉄道の建設を認める法案を成立させた。この鉄道債は後に、全額が利子つきで返済された。政府と鉄道会社は、鉄道の建設による地価の上昇利益を共有した。鉄道の建設によって、政府は「郵便物・兵力・弾薬・公共備蓄の経済的で安全かつ迅速な輸送」を確保することになった。

## 承認と建設
セントラル・パシフィック鉄道は、セオドア・ジュッダが計画し、1862年に議会で承認された。「ビッグ・フォー」（自分たちでは「仲間たち」と呼んでいた）が資金を出し、建設を進めた。4人はサクラメントの実業家、リーランド・スタンフォード、コリス・ハンチントン、チャールズ・クロッカー、マーク・ホプキンズである。クロッカーが建設を担当した。建設作業員は12,000人におよぶ中国人移民で構成され、1868年時点では全体の80パーセントが中国人であった。最初のレールは1863年に敷設された。西から建設された線路は、東からのユニオン・パシフィック鉄道とユタ州プロモントリーにおいてつながり、最後の犬釘「ゴールデン・スパイク」が1869年5月10日に打ち込まれた。海岸から反対側の海岸へ、列車で8日間で移動できるようになり、従来の何か月もかかる海路や、馬車に依る長くて危険な陸路を置き換えることになった。
1885年にセントラル・パシフィック鉄道をサザン・パシフィック鉄道が借り受けた。法的にはセントラル・パシフィック鉄道は1959年までは企業として存続しており、この年にサザン・パシフィック鉄道に公式に吸収合併された。この間、1899年にCentral Pacific Railwayとして再編されている。セントラル・パシフィック鉄道が建設した線路は、1996年にサザン・パシフィック鉄道を買収したユニオン・パシフィック鉄道が所有している。
ユニオン・パシフィック鉄道からセントラル・パシフィック鉄道（サザン・パシフィック鉄道）へと通じる本線は、オマハからサンフランシスコ湾へと至る、歴史的なオーバーランド・トレイルに沿っている。

## 資金負担

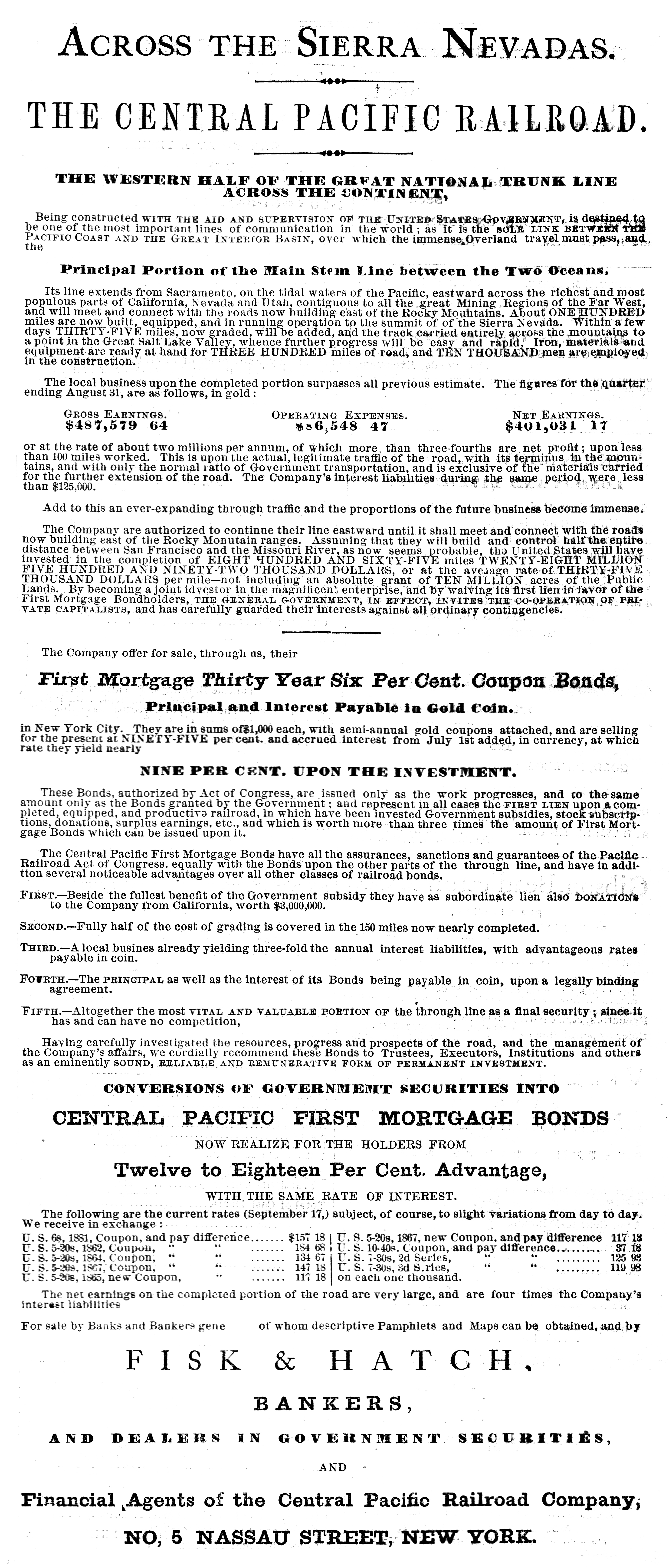
セントラル・パシフィック鉄道の第一抵当証券の広告（1867年）

鉄道の建設資金は主に、1862年の太平洋鉄道法の5章の規定で承認された、30年期限6パーセント利率の米国債によって賄われた。シエラネバダ山脈の麓、カリフォルニア州の地質学者ジョサイア・ホイットニーがシエラネバダ山脈の地質的な始まりであると認定した、カリフォルニア州ローズビルの近郊の指定された地点より西側では、完成した線路の1マイルに付き16,000ドルの債券発行が行われた。また太平洋鉄道法11章の規定で、山脈を横断する間、および2つの山脈の間のうち上限300マイル（480キロメートル）までは、1マイル当たりの発行額を3倍（48,000ドル）にすることができ、および2つの山脈の間では2倍（32,000ドル）にすることができた。鉄道の線路およびそのすべての付属物を抵当としていたこの米国債は、会社により期限までに利子を含めて全額が償還された。
1864年の太平洋鉄道法修正（会期別法令集13巻）の10章で、これに加えて会社は自社で「第一抵当証券」を、米国債と同額まで発行することが認められた。この会社発行の証券は、当初の政府発行債券に比べて優先権が設定されていた。地方や州の政府も資金調達を支援したが、サンフランシスコ市およびサンフランシスコ郡の支援は積極的ではなかった。このことが初期の建設作業をかなり遅らせることになった。1862年の法律の3章では、鉄道が都市内を走る場所と川を横断している場所を除いて、1マイルの敷設ごとに10平方マイル（26平方キロメートル）の土地を与えることになっていた。この土地供与は、1マイルを5区間に分け、各区間ごとに0.2マイル（320メートル）×10マイル（16キロメートル）の土地を鉄道のどちらか側に割り当てることで行われた。この土地供与は1864年の法律で1マイル当たり20平方マイル（52平方キロメートル）へと倍増された。

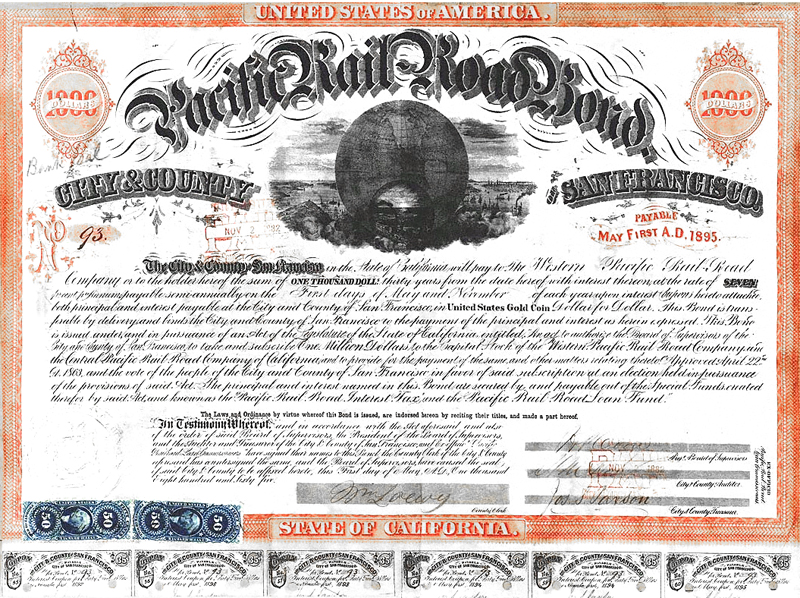
1865年にサンフランシスコが発行した太平洋鉄道債、1863年に承認されたが、サンフランシスコ郡監督委員会の反対により、発行が2年遅れた

最終的に太平洋への鉄道は、サンフランシスコのベイエリアに利益をもたらすことになったのだが、1863年から1865年ごろには、サンフランシスコ市およびサンフランシスコ郡は鉄道への資金提供を渋っていた。スタンフォードがカリフォルニア州知事だった1863年4月22日に、「サンフランシスコ市およびサンフランシスコ郡監督委員会に対して、ウェスタン・パシフィック鉄道会社およびカリフォルニア・セントラル・パシフィック鉄道会社の証券を100万ドル引き受け、そのためおよび関連する事項に対して支出を行うことを承認する法律」を通過させた（この法律は1864年4月4日に通過した通称「妥協法」の5章で修正された）。1863年5月19日にサンフランシスコ市およびサンフランシスコ郡の選挙人たちは、非常に議論を呼んだ特別投票において6,329対3,116でこの案件を承認した。
市と郡が債券を発行してこの出資を行う件について、市長のヘンリー・クーンおよび郡の書記官のウィルヘルム・ローウィが債券に裏書きすることを拒絶したため、2年遅れることになった。この件は、彼らに裏書きを命じようと、法廷へ持ち込まれた。1864年にカリフォルニア州最高裁判所は職務執行令状で彼らに裏書きすることを命じ、1865年にローウィに対する判決でも債券を裏書きして発行するように命じた。市と郡に対して債券発行と出資をさせる1863年の法律は、「ダッチフラット詐欺」と言われるようになった。セントラル・パシフィック鉄道は、すでに同社が支配しているダッチフラット馬車道と連絡するためにダッチフラットまでだけ鉄道を敷こうとしていると批判者が主張したためである。

## 博物館および保存物

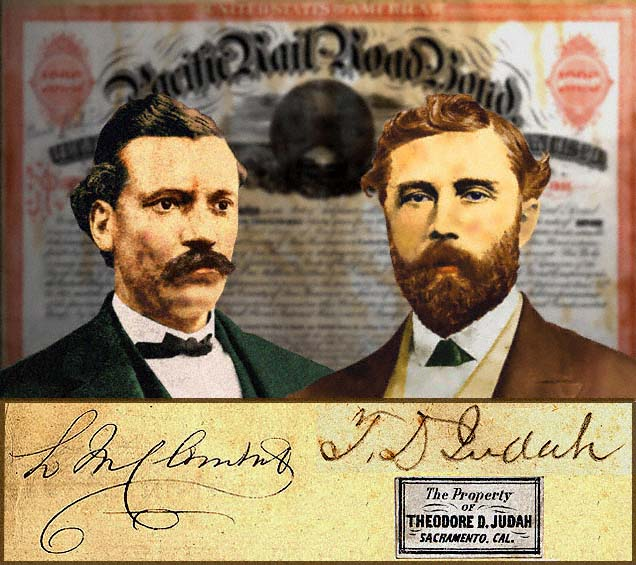
セントラル・パシフィック鉄道の当初の副技師長L.M.クレメント（左）および主任技師長T.D.ジュッダ（右）

サクラメントの旅客駅の再現が、オールド・サクラメント州歴史公園にあるカリフォルニア州鉄道博物館にある。
会社の初期の文献のほとんどは、コリス・ハンチントン文書の一環として、シラキュース大学に保存されている。マイクロフィルム133巻で発行されている。ツーソンのアリゾナ大学、リッチモンドのバージニア・コモンウェルス大学などの図書館がこのマイクロフィルムを所蔵している。さらなる文献がスタンフォード大学やバージニア州ニューポートニューズのマリナーズ博物館に所蔵されている。アルフレッド・ハートは、セントラル・パシフィック鉄道建設に際して公式カメラマンであった。

## 機関車

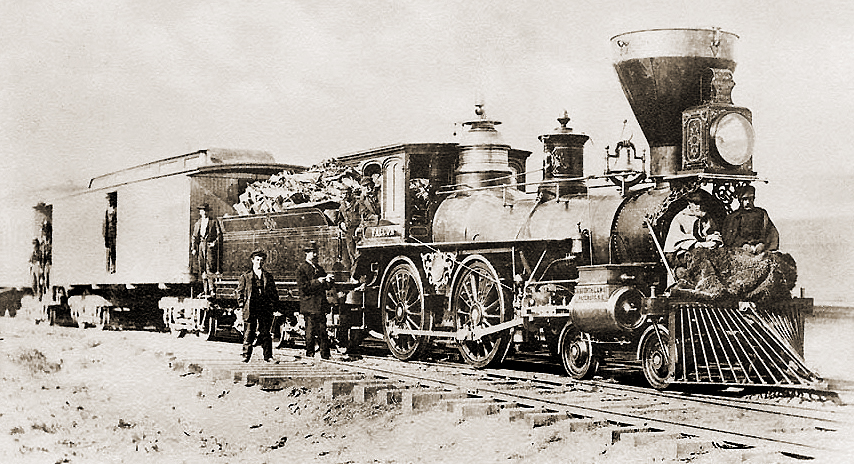
セントラル・パシフィック鉄道113号機関車「ファルコン」、ダンフォース製車軸配置4-4-0の機関車で、1869年3月1日にJ.B.シルヴィスがネヴァダ州アージェンタで撮影した写真

セントラル・パシフィック鉄道が最初に導入した3両の機関車は、当時一般的であった車軸配置4-4-0（アメリカン）のものであった。しかし、当時東部では南北戦争が勃発していたため、小型の4-2-4や4-2-2の形式しか有していなかった東部の製造業者からこの形式を調達するのは大変であった。大陸横断鉄道が未完成で、自社の工場も開設される前は、すべての機関車をアメリカ合衆国北東部の製造業者から購入する必要があった。購入した機関車はいったん解体し、船に積み込んで、南アメリカのホーン岬を周る4か月もの航海を経て、サクラメントに到達して陸揚げされ、再組立てされて供用されていた。
当時の機関車は、クック、スケネクタディ、メイソン、ロジャーズ、ダンフォース、ノリス、ブース、マッケイ・アンド・アルダスなど数多くの製造業者から購入していた。面白いことに、当時もっとも有力な製造業者だったボールドウィン・ロコモティブ・ワークスとは、かなり関係が悪かった。この紛争の原因ははっきりとわかっていないが、ボールドウィンが現金での支払いを要求したことが原因だとするものもいる（検証が必要であるが）。結果的に、セントラル・パシフィック鉄道はボールドウィンからの機関車の購入を拒否し、ボールドウィン製の機関車は、1870年に吸収合併したウェスタン・パシフィック鉄道が保有していた3両のみであった。セントラル・パシフィック鉄道がサザン・パシフィック鉄道に買収されてからも、ボールドウィンとの関係は修復されないままであった。
1870年代に、セントラル・パシフィック鉄道はサクラメントに自社の機関車製造工場を開設した。セントラル・パシフィック鉄道173号機関車はこの工場で改造され、セントラル・パシフィック鉄道の機関車製造の基礎となった。1870年代以前に製作された機関車は、番号だけでなく名前も付けられていた。1870年代には、名前を廃止することが決定され、機関車が修理のために工場に入ると名前が消去されていった。しかし1880年代に製造された1両のみは、エル・ゴベルナドルという名前が付けられている。

## 保存車両
セントラル・パシフィック鉄道の以下の機関車が保存されている。
- スタンフォード知事（英語版）（セントラル・パシフィック鉄道1号機関車） - カリフォルニア州鉄道博物館
- セントラル・パシフィック鉄道233号機関車 - 自社製造の2-6-2T、カリフォルニア州鉄道博物館
- C.P.ハンチントン（英語版）（セントラル・パシフィック鉄道3号機関車） - カリフォルニア州鉄道博物館
- ストックトン・ターミナル・アンド・イースタン鉄道1号機関車（英語版） - もとウェスタン・パシフィック鉄道「マリポサ」で、セントラル・パシフィック鉄道で2代目の31号機関車となった。1914年にストックトン・ターミナル・アンド・イースタン鉄道（英語版）に売却され同社の1号となった。ロサンゼルスのトラベルタウン博物館（英語版）に保存。
- バージニア・アンド・トラッキー鉄道18号機関車（英語版） - この機関車「デイトン」は、セントラル・パシフィック鉄道向けでも、同社の路線を走ったこともないが、セントラル・パシフィック鉄道サクラメント工場で製造されて保存されている2両のうちの1両（もう1両は上述の233号）であり、またセントラル・パシフィック鉄道173号機関車の仕様で設計されており、その設計を残す唯一の保存車両である。
- セントラル・パシフィック鉄道60号機関車「ジュピター（英語版）」および63号機関車「リヴァイアサン」、両車両は解体されており、技術的には保存車に含めることができないが、後に走行可能な完全に同じレプリカが製作されている。ジュピターのレプリカはアメリカ合衆国国立公園局向けに製作され、ユニオン・パシフィック鉄道119号機関車のレプリカとともにゴールデン・スパイク国定史跡（英語版）で使われている。リヴァイアサンは2009年に完成した個人所蔵の機関車で、あちこちの鉄道で運行を実施している。

## 年表
- 1861年6月28日 - "カリフォルニア・セントラル・パシフィック鉄道" (Central Pacific Rail Road of California) が設立される、太平洋鉄道法の改正法が1864年夏に通過して、1864年10月8日に"Central Pacific Railroad of California"に改称した[15]。

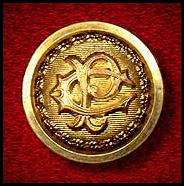
ロゴマークの入った職員制服のボタン

- 1862年7月1日 - エイブラハム・リンカーン大統領が太平洋鉄道法（英語版）に署名、これによりセントラル・パシフィック鉄道とユニオン・パシフィック鉄道が太平洋へ到る鉄道を建設することが承認された[16]。
- 1863年
  - 1月8日 - カリフォルニア州サクラメントのサクラメント川沿いの"K"通りにおいて、起工式が行われる[17]。
  - 10月26日 - サクラメントに最初のレールが敷設される。
- 1864年
  - 4月26日 - セントラル・パシフィック鉄道が全長18マイル（29キロメートル）のローズビルまでの路線を開通させ、そこでフォルサムから北へリンカーンまで運行していたカリフォルニア・セントラル鉄道（英語版）と接続する。
  - 6月3日 - サクラメントとニューカッスル（英語版）の間で、セントラル・パシフィック鉄道最初の営業列車が運行を開始する。
  - 10月8日 - 太平洋鉄道法の改正法の通過を受けて、会社の名前を"Central Pacific Railroad of California"へと改称する。
- 1865年
  - 5月13日 - オーバーンまで36マイル（58キロメートル）が開通する。
  - 9月1日 - コルファックス（英語版）（かつてはイリノイタウンと呼ばれていた）まで54マイル（87キロメートル）が開通する。
- 1866年12月3日 - シスコ（英語版）まで92マイル（148キロメートル）が開通する。

- 1867年

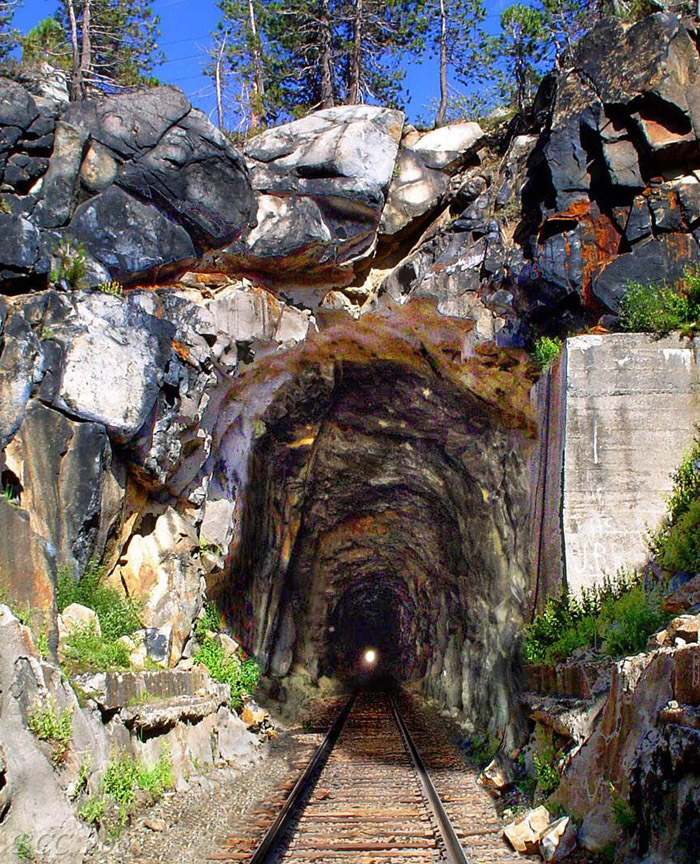
シエラネバダ山脈頂上のトンネルの西口、1993年に撤去された線路をデジタル処理で復元した画像

  - 8月28日 - ドナー峠の全長1,659フィート（506メートル）の第6トンネルが完成し、ほぼ5年を費やしてシエラネバダ山脈を突破する。
  - 12月1日 - シエラネバダ山脈の山頂まで105マイル（169キロメートル）が開通する。
- 1868年6月18日 - シエラネバダ山脈を越えて、その東麓にあるネバダ準州の湖のところまで、最初の旅客列車が運行される。
- 1869年
  - 4月28日 - セントラル・パシフィック鉄道の作業班が1日で10マイル（16キロメートル）を敷設する。1日の敷設最高記録。
  - 5月10日 - ユニオン・パシフィック鉄道の線路とユタ州プロモントリー（英語版）においてつながる。
  - 5月15日 - 最初の大陸横断列車が、新しく開通した線路を通ってサクラメントに到達する。
  - 11月8日 - セントラル・パシフィック鉄道の子会社であるウェスタン・パシフィック鉄道（英語版）とサンフランシスコ・ベイ鉄道が、サクラメントとオークランドを結ぶ最後の区間を完成させる。
- 1870年
  - 6月23日 - セントラル・パシフィック鉄道がウェスタン・パシフィック鉄道およびサンフランシスコ・ベイ鉄道を合併し、新たにセントラル・パシフィック鉄道となる。
  - 8月22日 - セントラル・パシフィック鉄道がカリフォルニア・アンド・オレゴン鉄道、サンフランシスコ・オークランド・アンド・アラメダ鉄道、サンホアキン・バレー鉄道と合併して新たにセントラル・パシフィック鉄道となる。
- 1876年4月30日 - 南ヴァレーホとサクラメントの間、カリストガとメアリーズビルの間でカリフォルニア・パシフィック鉄道（英語版）を借り受けて運行開始。
- 1877年7月16日 - ウェストバージニア州マーティンズバーグにおいて鉄道労働者がストライキに入り、列車を脱線させたり略奪したりするなど、1877年の鉄道大ストライキが始まる。ラザフォード・ヘイズ大統領が連邦軍を出動させてストライキを鎮圧する。
- 1883年11月18日 - アメリカ合衆国中の鉄道において、標準時の制度が初めて適用される。
- 1885年4月1日 - セントラル・パシフィック鉄道をサザン・パシフィック鉄道が借り受けて運行するようになる。
- 1888年6月30日 - 州際通商委員会がセントラル・パシフィック鉄道を、サザン・パシフィック鉄道の非鉄道運行子会社として登録する。
- 1899年7月29日 - セントラル・パシフィック鉄道が、"Central Pacific Railroad"から"Central Pacific Railway"へ改組される。
- 1959年6月30日 - セントラル・パシフィック鉄道が公式にサザン・パシフィック鉄道へ吸収合併される。